# أندرو موراي (صحفي)
أندرو موراي (بالإنجليزية: Andrew Murray)‏ هو صحفي أسترالي، ولد في 16 مايو 1813 في Kirkbean ‏ في المملكة المتحدة، وتوفي في 8 أكتوبر 1880 في Yarragon, Victoria ‏ في أستراليا.